# مایکروسافت آفیس ۹۵
مایکروسافت آفیس ۹۵، همچنین به عنوان مایکروسافت آفیس برای ویندوز ۹۵ شناخته می‌شود، نسخه ای از مایکروسافت آفیس است که در ۲۴ اوت ۱۹۹۵ منتشر شد. این جانشین آفیس ۴٫۳ است و اولین نسخه ۳۲ بیتی مایکروسافت آفیس است. در حالی که به‌طور اختصاصی برای ویندوز ۹۵ طراحی شده‌است، در ویندوز NT 3.51، ویندوز NT 4.0 و ویندوز ۹۸ نیز کار می‌کند. همان‌طور که ۳۲ بیتی است، در ویندوز ۳٫۱ اجرا نمی‌شود. این سیستم همچنین در ویندوز NT 3.1 یا ویندوز NT 3.5 پشتیبانی نمی‌شود، با وجود این که این سیستم عامل‌ها ۳۲ بیتی هستند. دفتر ۹۵ در ۱۹ نوامبر ۱۹۹۶ توسط دفتر ۹۷ جانشین شد. تمام پشتیبانی مایکروسافت آفیس ۹۵ در تاریخ ۳۱ دسامبر ۲۰۰۱، همزمان با ویندوز ۹۵ به پایان رسید.

## خدمات
مایکروسافت آفیس ۹۵ شامل شش برنامه کاربردی: ورد (یک پردازنده کلمه)، اکسل (صفحه گسترده)، پاورپوینت (یک برنامه ارائه)، دسترسی (یک سیستم مدیریت پایگاه داده)، برنامه + (برنامه مدیریت زمان) و بیندر (برنامه ای برای اتصال کار برنامه‌های ذکر شده با هم). نسخه CD-ROM همچنین شامل قفسه مایکروسافت است.

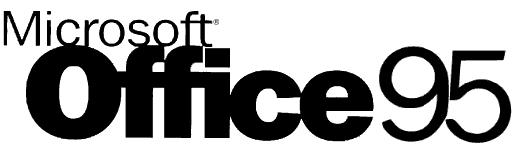
آفیس ۹۵در دو نسخه موجود بود. آنها شامل برنامه‌های زیر بودند: مایکروسافت